# Dendropsophus joannae
Espèce
Synonymes
- Hyla joannae Köhler & Lötters, 2001

Statut de conservation UICN

 DD  : Données insuffisantes
Dendropsophus joannae est une espèce d'amphibiens de la famille des Hylidae.

## Répartition
Cette espèce se rencontre :
- dans le département de Pando en Bolivie ;
- dans la région de Madre de Dios au Pérou ;
- dans l'État d'Acre au Brésil.

## Étymologie
Cette espèce est nommée en l'honneur de Jo Ann Oxley-Foster, pour son support du programme BIOPAT.

## Publication originale
- Köhler & Lötters, 2001 : A New Species of Minute Hyla from the Southwestern Amazon Basin (Amphibia, Anura, Hylidae). Studies on Neotropical Fauna and Environment, vol. 36, p. 105-112.